# Rumfartøj
Et rumfartøj er et fartøj til brug i rummet, dvs. uden for jordens atmosfære. Eksempler på rumfartøjer er astronomisatellitter, satellitter, rumsonder, raketter, månebiler, rumstationer og rumfærger.
Trafikken i rummet er i dag ekspanderet i en grad at rumaffald kan udgøre et problem. Det globale antal kommercielle opsendelser siden år 2000 er mindst på 35 til 40 per år  og antallet af rumfartsagenturer øges. Længere tids ophold i rummet på rumstationer er allerede i gang og også forskning i muligheder for bosættelse på andre planeter. Rumrejser, der engang kun var for testpiloter og uddannede astronauter, er nu nået et nyt niveau med rumturisme. 
For at rejse i rummet kræves et rumfartøj. Tanken om rumrejser er ikke ny Konstantin Tsiolkovskij (1857-1935) tegnede modeller mens forfattere som Jules Verne (1828-1905) og H.G. Wells (1866-1946) skrev om rejser i rummet. 
De første ingeniørvidenskabelige teorier hvoraf raketter blev bygget til rumfart blev skrevet af Robert Goddard – "A Method of Reaching Extreme Altitudes (1920)" og Hermann Oberth "Rakete zu den Planeräumen (1923)". 
Sidst i 1950'ene efter at teknologien med raketter og brændstof var udviklet nok blev de første rumfartøjer sendt af sted. 
I 1960'ene begyndte de første rumrejser med besætning. Rumfartøjerne skulle designes til at medbringe passagerer. For at opholde sig i rummet må mennesket beskytte sig mod vakuum og stråling, ved længere tids ophold i rummet udvikles der knogleskørhed pga. manglende tyngdekraft. 

## Teknologi
Traditionelt drives rumfartøjer frem af raketmotorer som f.eks. kontrolleret forbrænder brint og ilt. Nogle nyere rumsonder anvender en mere effektiv ion-motor.
I fremtiden kan det tænkes at man kan komme til at anvende antistof og almindeligt stof, hvilket vil være en særdeles masseeffektiv fremdriftsform.